# Mawjoudin Queer Film Festival
Mawjoudin Queer Film Festival — це щорічний кінофестиваль в Тунісі, який проводиться ЛГБТ-спільнотою. Він був започаткований у 2018 році, як перший ЛГБТ-кінофестиваль країни та всієї Північної Африки.  Організатором виступає туніська неурядова організація Mawjoudin, назва якої перекладається українською як Ми існуємо.  Основна увага приділяється квір-ідентичності, особливо у людей з Глобального Півдня. 

## Мотивація
Фестиваль має на меті створити простір для представників ЛГБТ-спільноти, який би не був гетеронормативним і гомофобним. З міркувань безпеки місце проведення фестивалю не розголошується; люди, зацікавлені в участі у фестивалі, спочатку повинні зв'язатися з організаторами. 
Організатори розглядають фестиваль як форму активізму: "Ми намагаємося боротися не тільки в судах, а й через мистецтво." 

## Історія
Перший фестиваль проходив з 15 по 18 січня 2018 року. Він отримав фінансову підтримку від Фонду Гіршфельда-Едді.  Основними темами були гендерна і не-гетеронормативна сексуальність.  Окрім демонстрації 12 короткометражних фільмів та фільмів середньої тривалості, на фестивалі мали місце концерти, дебати, і панельні дискусії Квір як мистецтво і Квір як супротив. 
Другий фестиваль відбувся 22-25 березня 2019 року в центрі міста Туніс.  Метою Фестивалю 2019 року було охопити всіх представників ЛГБТ і приділити особливу увагу фемінізму. Всього було показано 31 фільм, включаючи аргентинські, китайські, індійські, кенійські, пакистанські, португальські та туніські фільми.  Окрім фільмів, виступів, дебатів, мав місце також театральний семінар на тему Назустріч Квір-театру. 

## Фільми
Фільм "Under The Shadow" (укр. "В тіні") було показано в день відкриття фестивалю 2018 року. Це туніська документальна драма, створена Nada Mezni Hafaiedh , яка отримала визнання на кінофестивалі Carthage Film Festival. 
Серед інших, фільмами, що демонструвалися під час фестивалю у 2019 році, були: 
- "Extravaganza" (укр. "Екстравагантність"), китайський документальний фільм Mathiew Baren
- "Rafiki"[en] (укр. "Подруга"), кенійський фільм Wanuri Kahiu
- "Sisak", короткометражний фільм Fawaz Arif Ansari
- "Today Match at Three" (укр. "Матч о третій сьогодні"), аргентинський фільм Clarisa Navas про жіночий футбол після розіграшу жіночого чемпіонату ФІФА 2019 року
- "Travesty" (укр. "Травесті"), документальний фільм Safwen Abdellali, який оповідає історію трансгендерної особи
- "A Tribord, Je Vomis", фільм Tarek Sardi, спільного виробництва з організаторами фестивалю Mawjoudin
- "Ymin el Baccouche", фільм Tarek Sardi, який викриває біфобію

## Зовнішні посилання
- Офіційний сайт Mawjoudin Queer Film Festival [Архівовано 16 травня 2019 у Wayback Machine.] (англ.)
- Сторінка Mawjoudin We Exist [Архівовано 23 березня 2019 у Wayback Machine.] у Facebook (англ.)
- “Mawjoudin Queer Film Festival”; when art is a way to struggle against homophobia. creativenesstn.wordpress.com (англ.). 20 січня 2018. Архів оригіналу за 22 березня 2019. Процитовано 23 березня 2019.